# RationalWiki
RationalWiki (doslova z angl.: „Racionální Wiki“) je online wiki, která se zaměřuje na poskytování informací zaměřených na vědu, skepticismus a kritické myšlení. Jejím cílem je analyzovat a vyvracet pseudovědu a protivědecká tvrzení, zkoumat konspirační teorie, autoritářství a fundamentalismus a analyzovat, jak jsou tato témata zpracovávána v médiích. Byla vytvořena v roce 2007 jako protipól ke křesťanské a fundamentalistické Conservapedii po incidentu, ve kterém byli někteří editoři z Conservapedie vykázáni. Její obsah byl popsán jako liberální a je využíván pro kritické myšlení a výzkum.

## Obsah
RationalWiki poskytuje informace o pseudovědeckých teoriích a vzdělává osoby s neortodoxními názory. Zaměřuje se na širokou škálu témat, od vědy a skeptického myšlení po politiku a náboženství.
Odlišuje se od přístupu Wikipedie, která zastává neutrální stanovisko (NPOV - Neutral Point of View). Na RationalWiki převažuje přístup známý jako SPOV (Scientific Point of View - vědecké stanovisko).
Podle SPOV na RationalWiki jsou články zaměřeny na vědecký pohled, výrazně odlišný od neutrálního postavení. Cílem je nekompromisně prezentovat, co je považováno za nesmysl a co ne, s důrazem na vědeckou metodu a odhalování pseudověd. Články reflektují skeptický pohled, který vědu považuje za jeden z nejlepších nástrojů lidského poznání. Zároveň je RationalWiki známá svým specifickým přístupem, který zahrnuje humor v různých formách, jako je sarkasmus, ironie, satira a vtipné poznámky. Tato specifická kombinace vědeckého přístupu a ironického tónu dává RationalWiki jedinečný charakter a odlišuje ji od tradičních encyklopedických zdrojů.

## Historie

### Původ
V dubnu 2007 se Peter Lipson, lékař interní medicíny, pokusil upravit článek na Conservapedii o rakovině prsu tak, aby obsahoval důkazy, které se neshodovaly s tvrzením, že potraty přímo souvisejí s touto nemocí, jak bylo uváděno na Conservapedii. Conservapedia je encyklopedie, která byla založena Andym Schlaflym jako alternativa k Wikipedii, která podle Schlaflyho trpěla liberální, ateistickou a protiamerickou zaujatostí. On a správci Conservapedie zpochybnili Lipsonovu odbornost a ukončili s ním debatu. Poté, co byl Lipson odmítnut a zablokován, založil vlastní web RationalWiki.

### Nadace RationalMedia
Před rokem 2010 byly domény RationalWiki registrovány na Trenta Toulouse a wiki byla hostována na serveru umístěném v jeho domě. V roce 2010 Trent Toulouse založil neziskovou organizaci RationalWiki Foundation Inc., která hradila provozní náklady webu. V červenci 2013 se RationalWiki Foundation přejmenovala na RationalMedia Foundation s tím, že její cíle přesahují rámec samotného webu RationalWiki.

## Názory a vnímání

### Analýza
Alexander Shvets ve svém článku Intelligent Systems 2014 uvedl, že RationalWiki je jedním z mála online zdrojů, které „poskytují určité informace o pseudovědeckých teoriích“. Keeler a kol. uvedli, že stránky, jako je RationalWiki, mohou pomoci „roztřídit složitost“, která vzniká, když se neznámé a komplikované věci sdělují velkým masám lidí. Biolog a kritik pseudovědy Jerry Coyne napsal, že články na těchto stránkách zřejmě podporují rétoriku autoritářské levice. Studie z roku 2019 o analýze předpojatosti na základě vět na RationalWiki, Conservapedii a Wikipedii, kterou provedli výzkumníci z RWTH Aachen zjistila, že všechny vykazují výraznou genderovou předpojatost, která odráží klasické genderové stereotypy, ale v případě RationalWiki byla předpojatost méně výrazná.

## Použití

### Praktické využití
V knize Critical Thinking: Pseudoscience and the Paranormal Jonathan C. Smith uvádí RationalWiki ve cvičení zabývajícím se hledáním a identifikací chybných tvrzení.
Adi Robertson v článku pro The Verge uvedl, že RationalWiki poskytuje dobré vysvětlení Time Cube, ačkoli zprostředkovat „plný dojem“ z původní webové stránky Time Cube je téměř nemožné.
RationalWiki se snaží zaznamenávat všechna místa, kde je zmíněna, nebo citována, jako například v mainstreamovém médiu The Guardian.

## Příklady existujících alternativ
Conservapedia - je webová encyklopedie, která se zaměřuje na konzervativní politické a náboženské názory. Vznikla jako alternativa k Wikipedii a je známá svým pravicovým křesťanským zaměřením. Její obsah bývá kritický vůči liberálům a ateistům. Oproti RationalWiki je Conservapedia více orientována na konzervativní politiku a náboženství, zatímco RationalWiki nabízí otevřený přístup k různým tématům.
Skeptic Society - je nezisková vědecká a vzdělávací organizace, jejímž cílem je zapojovat přední odborníky do vyšetřování paranormálních jevů, okrajové vědy, pseudovědy a mimořádných tvrzení všeho druhu, podporovat kritické myšlení a sloužit jako vzdělávací nástroj. Mezi jejich přední publikace patří časopis Skeptic. Zatímco Skeptic je primárně prezentován jako zdroj informací od vědecké skeptické organizace, RationalWiki je spíše komunitní encyklopedie, která se snaží poskytovat informace a kritické zhodnocení různých témat od různých přispěvatelů.
Lesswrong - internetová platforma, která se zaměřuje na diskuzi a výměnu názorů na téma racionálního myšlení, efektivity a zdokonalování lidského rozhodování. Hlavním rozdílem mezi LessWrong a RationalWiki je v jejich zaměření a cílech. Zatímco LessWrong funguje jako komunita zaměřená na diskuzi a výzkum racionality a efektivního rozhodování, RationalWiki je spíše encyklopedií s cílem poskytovat kritické pohledy na různá témata včetně pseudovědy a konspiračních teorií.